# Марин Петков (футболист)
Марин Пламенов Петков e български футболист, централен нападател, играещ за ПФК „Левски“ (София). 

## Кариера
През 2019 г. подписва договор с „Левски“ (София).

## Успехи
„Левски“ (София)
- Купа на България (1): 2022